# Mycomyites tadushensis
Mycomyites tadushensis är en tvåvingeart som beskrevs av Blagoderov 2000. Mycomyites tadushensis ingår i släktet Mycomyites och familjen svampmyggor. Inga underarter finns listade i Catalogue of Life.